# Provinz Novara
Die Provinz Novara (italienisch Provincia di Novara) – benannt nach der gleichnamigen Provinzhauptstadt – ist eine Provinz in der italienischen Region Piemont. 1992 wurde der nördliche Teil als separate Provinz Verbano-Cusio-Ossola abgespalten.

## Größte Gemeinden
(Stand: 31. Dezember 2023)
| Gemeinde                 | Einwohner |
| ------------------------ | --------- |
| Novara                   | 102.187   |
| Borgomanero              | 021.243   |
| Trecate                  | 020.839   |
| Galliate                 | 015.681   |
| Oleggio                  | 014.210   |
| Arona                    | 013.730   |
| Cameri                   | 010.730   |
| Castelletto sopra Ticino | 009.840   |
| Bellinzago Novarese      | 009.441   |
| Cerano                   | 006.775   |
| Gozzano                  | 005.529   |